# Marphysa
Genre
Marphysa est un genre de vers marins polychètes appartenant à la famille des Eunicidae.

## Liste d'espèces
Selon WRMS :
- Marphysa adenensis Gravier, 1900
- Marphysa aenea (Blanchard in Gay, 1849)
- Marphysa amadae Fauchald, 1977
- Marphysa angelensis Fauchald, 1970
- Marphysa angeli Carrera-Parra & Salazar-Vallejo, 1998
- Marphysa antipathum Pourtales, 1869
- Marphysa aransensis Treadwell, 1939
- Marphysa atlantica (Kinberg, 1865)
- Marphysa bellii (Audouin & Milne-Edwards, 1833)
- Marphysa bernardi Rullier, 1972
- Marphysa bifurcata Kott, 1951
- Marphysa bifurcta Kott, 1951
- Marphysa bonhardi (McIntosh, 1885)
- Marphysa borradailei Pillai, 1958
- Marphysa brasiliensis (Hansen, 1882)
- Marphysa brevitentaculata Treadwell, 1921
- Marphysa capensis (Schmarda, 1861)
- Marphysa chevalensis Willey, 1905
- Marphysa conferta Moore, 1911
- Marphysa corallina (Kinberg, 1865)
- Marphysa dartevellei Monro, 1936
- Marphysa depressa (Schmarda, 1861)
- Marphysa digitibranchia Hoagland, 1920
- Marphysa disjuncta Hartman, 1961
- Marphysa escobarae Salazar-Vallejo & Carrera-Parra, 1997
- Marphysa escobarae Carrera-Parra & Salazar-Vallejo, 1998
- Marphysa fallax Marion & Bobretzky, 1875
- Marphysa fauchaldi Glasby & Hutchings, 2010
- Marphysa formosa Steiner & Amaral, 2000
- Marphysa furcellata Crossland, 1903
- Marphysa galluccii Orensanz, 1990
- Marphysa gayi Quatrefages, 1866
- Marphysa gemmata Mohammad, 1973
- Marphysa gravelyi Southern, 1921
- Marphysa grunwaldi (Risso, 1826)
- Marphysa hamata (Schmarda, 1861)
- Marphysa hemasoma Quatrefages, 1866
- Marphysa hentscheli Augener, 1931
- Marphysa januarii (Grube, 1881)
- Marphysa johnsoni (Langerhans, 1880)
- Marphysa kinbergi McIntosh, 1910
- Marphysa longula (Ehlers, 1887)
- Marphysa macintoshi Crossland, 1903
- Marphysa mangeri Augener, 1918
- Marphysa mauritanica Gillet, 1990
- Marphysa mcintoshi Crossland, 1903
- Marphysa minima (Hansen, 1882)
- Marphysa mixta Fauchald, 1970
- Marphysa mortenseni Monro, 1928
- Marphysa mossambica (Peters, 1855)
- Marphysa mullawa Hutchings & Karageorgopoulis, 2003
- Marphysa orensanzi Carrera-Parra & Salazar-Vallejo, 1998
- Marphysa orientalis Treadwell, 1936
- Marphysa peruviana Quatrefages, 1866
- Marphysa posteriobranchia Day, 1962
- Marphysa purcellana Willey, 1904
- Marphysa quadrioculata (Grube, 1856)
- Marphysa regalis Verrill, 1900
- Marphysa sanguinea (Montagu, 1815) - Mouron
- Marphysa saxicola Langerhans, 1881
- Marphysa schmardai Gravier, 1907
- Marphysa sebastiana Steiner & Amaral, 2000
- Marphysa sessilobranchiata Hartmann-Schröder, 1984
- Marphysa simplex (Langerhans, 1884)
- Marphysa sinensis Monro, 1934
- Marphysa soembaensis Augener, 1933
- Marphysa striata (Kinberg, 1865)
- Marphysa stylobranchiata Moore, 1909
- Marphysa tamurai Okuda, 1934
- Marphysa teretiuscula (Schmarda, 1861)
- Marphysa totospinata Lu & Fauchald, 1998
- Marphysa triantennata (Risso, 1826)
- Marphysa unibranchiata Knox & Cameron, 1970